# Sidamukti (Baros)
Sidamukti is een bestuurslaag in het regentschap Serang van de provincie Banten, Indonesië. Sidamukti telt 3955 inwoners (volkstelling 2010).